# Killer Beach
Killer Beach (Originaltitel The Sand) ist ein US-amerikanischer Horrorfilm aus dem Jahr 2015 von Isaac Gabaeff. Auf dem Cover des deutschen Videoverleihs werden Brooke Butler, Dean Geyer, Cleo Berry und Etalvia Cashin als Hauptdarsteller geführt. Drehort war der Strand von Ventura im US-Bundesstaat Kalifornien. In den USA erschien der Film am 13. Oktober 2015 im Videoverleih. In Deutschland startete der Film am 2. Juni 2016 in den Videoverleih.

## Handlung
Eine Gruppe von Freunden feiert an einem Strand eine Party. Heather hält die Ereignisse auf der Party auf Band fest. Zwei der Jungen, Vance und Gilbert, finden einen großen, merkwürdigen Ball, der mit einer seltsamen klebrigen Substanz bedeckt ist. Alle Teenager stimmen zu, ihre Handys in den Kofferraum eines Autos zu legen, um sicherzustellen, dass niemand kompromittierende Bilder oder Videos online stellt.
Am nächsten Morgen wachen zwei der Freunde, Kaylee und Mitch, in der Rettungsschwimmerhütte auf. Kaylees Freund Jonah erwacht zusammen mit Vance und seiner Freundin Ronnie in einem nahe gelegenen Cabrio neben einem Mädchen namens Chanda. Gilbert wacht von der Hüfte abwärts in einer Mülltonne steckend auf. Er wurde Opfer eines Streichs. Ein Mädchen namens Marsha wacht auf einem Picknicktisch oben ohne auf. Von den übrigen Teenager, einschließlich Heather, fehlt jede Spur. An ihrer Stelle liegt stattdessen ein Haufen leerer Schlafsäcke.
Marsha beschuldigt Heather, ihr Oberteil gestohlen zu haben. Sie beschließt, nach ihr zu suchen. Kaylee, die beobachtet, wie ein Vogel plötzlich in den Sand gesaugt wird, versucht Marsha davor zu warnen, den Strand zu betreten. Diese ignoriert die Warnung, betritt die sandige Küste und wird sofort von etwas unter dem Strand bewegungsunfähig gemacht. Beim Versuch, ihr zu helfen, stürzt Vance und sein Gesicht wird aufgefressen, als er den Sand berührt. Beide werden in den Boden gezogen. Jonah kommt zu dem Schluss, dass der gesprungene Ball von letzter Nacht ein Ei gewesen sein muss, und was auch immer daraus geschlüpft ist, hat sich unter den Sand gegraben und alle Teenager einschließlich Vance, Heather und Marsha attackiert.
Da die Scheinwerfer des Autos die ganze Nacht eingeschaltet waren, ist nun die Autobatterie leer und es ist dadurch unmöglich, an die Handys zu kommen. Da sie keine Hilfe rufen können, experimentieren sie am Strand, um herauszufinden, welche Reichweite die Kreatur hat. Zu diesem Zweck benutzt Jonah zwei Surfbretter als Brücke, um den Picknicktisch zu erreichen. Er schafft es zwar bis zum Tisch, allerdings schlitzt die Kreatur seinen Bauch auf. Aus der schmerzhaften Wunde sickert Eiter heraus. Er bemerkt jedoch, dass die Kreatur nicht in die Nähe des Lagerfeuers der vergangenen Nacht kommt, was darauf hindeutet, dass sie Feuer hasst. Bei Ronnies und Chandas Versuch, die Handys aus dem Kofferraum zu holen, klemmt sich Ronnie die Finger unter dem Kofferraumdeckel ein.
Wenig später fährt ein Strandpolizist den Strand entlang. Die Gruppe will ihn vor der vermeintlichen Gefahr warnen, ist dann aber schockiert, wie er dank seinen Schuhen unversehrt über den Sand läuft. Der Polizist geht davon aus, dass die Jugendlichen unter Drogen stehen, und verspottet sie. Als er seine Schlüssel fallen lässt und versucht, sie wiederzubekommen, greift ihn die vergrabene Kreatur an. Er bekämpft sie mit seinem Pfefferspray, aber das Monster verzehrt ihn schließlich. Kaylee schafft es, sein Pfefferspray zu bergen, was Mitch auf die Idee bringt, den Wagen des Polizisten zu erreichen, indem er seine Flip-Flops anzieht und seine Füße mit in Pfefferspray getränkten Handtüchern umwickelt. Chanda wirft ihm Handtücher aus dem Auto zu, aber als Mitch versucht, das zweite Handtuch zu fangen, bricht das Geländer, an dem er sich abstützte, und er fällt auf den Sand, wo die Kreatur ihn tötet und verzehrt.
Kaylee übernimmt die Verantwortung und befreit Ronnies Finger aus dem Kofferraum. Chanda nutzt die zerbrochenen Teile des Gehwegs als Brücke, um zu Jonah auf dem Picknicktisch zu gelangen. Währenddessen entdeckt Gilbert, dass er sich am Rand der Mülltonne in den Bauch geschnitten hat und die Kreatur angezogen hat. Kaylee und Ronnie gehen über die provisorische Brücke zu Chanda und Jonah. Auf der letzten Stufe stolpert Ronnie und trotz Kaylees Bemühungen wird sie gepackt und unter den Sand gezogen. Verzweifelt führt Chanda Mitchs Plan durch und rennt mit pfefferbesprühten Handtüchern, die ihre Füße umwickeln, über den Sand zum Streifenwagen. Die Gruppe feiert für einen kurzen Moment ihren Erfolg, aber dann wird Gilbert durch den Boden des Fasses gezogen und verschlungen. Die Kreatur, der viel größere Tentakel gewachsen sind, knallt gegen den Streifenwagen und schlägt Chanda bewusstlos.
Bei Einbruch der Dunkelheit wacht Chanda auf und findet ein selbstaufblasbares Floß auf der Ladefläche des Streifenwagens. Sie bläst das Floß auf und Kaylee und Jonah benutzen es, um das Auto des Streifenpolizisten zu erreichen. Der Boden bricht jedoch aus und wirft Kaylee aus der offenen Tür und auf das Floß. Ein riesiger leuchtender Tentakel schießt aus dem Boden und greift sie an. Sie schafft es, auf das Auto zu steigen und zwei Benzinkanister auf dem Gepäckträger zu finden, die sie benutzt, um einen der Tentakel in Brand zu setzen. Kaylee, Chanda und Jonah schließen sich im Auto ein, während die Tentakel der Kreatur darauf einschlagen. Schließlich hören die Angriffe auf. In der Stille bemerken Kaylee und Chanda, dass Jonah an seinen Verletzungen gestorben ist.
Die beiden Mädchen schlafen zusammengekauert ein. Am Morgen werden die Mädchen von einem Mann geweckt, der an die Autoscheibe klopft. Kaylee und Chanda stellen ungläubig fest, dass die Kreatur verschwunden ist, und gehen zusammen traumatisiert über den Sand, während der Mann einen Krankenwagen ruft. In einer Schlusseinstellung ist die als riesige Qualle entlarvte Kreatur im Wasser zu sehen, auf dem Weg zum Santa Monica Pier.

## Rezeption
Killer Beach erhielt ein schlechtes Presseecho. So erfasst der US-amerikanische Aggregator Rotten Tomatoes nur 40 % wohlwollende Besprechungen und ordnet den Film dementsprechend als „Gammelig“ ein.

„Trash-Horrorfilm mit überzogen blutigen Szenen und miesen Schauspielern.“

Actionfreunde lobt die Idee des „innovativen Monster unter dem Sand“ und ist begeistert vom „flotten Erzähltempo“. Außerdem wird der Cast optisch ebenfalls als gut befunden, die schauspielerische Leistung wird jedoch bemängelt. Lediglich die Performance von Brooke Butler hebe sich positiv ab. Cleo Berry in seiner Rolle des Gilbert füge dem Film den nötigen Humor hinzu. Die Darstellung des Monsters wird lobend aufgenommen, nur das CGI wird teilweise kritisiert. Final äußert man sich, „das nette Tempo von Killer Beach weiß abgesehen von ein paar arg zerdehnten Momenten zu überzeugen und in einigen Szenen kommt tatsächlich so etwas wie Spannung auf. Dafür muss man miese Dialoge, schwache Figuren, Logikprobleme satt, einen unglücklichen Soundtrack und zunehmend schwächere Effekte ertragen. Das Schlimmste allerdings, das kommt zum Schluss: Der Showdown plus die nachfolgenden Szenen (der Schlussgag sei mal außen vor) sind leider absolute Downer. Hier verdirbt es sich der Film leider selbst mit dem Zuschauer...“ So erhält der Film final 4 von 10 möglichen Punkten.
Horrormagazin.de kritisiert in erster Linie die schauspielerischen Darbietungen. Besonders das Schauspiel von Brooke Butler wird bemängelt. Das Blatt spricht dem Film sämtlichen Charme ab und meint, die „teils schön ekligen und verstörenden Situationen werden durch schlechte Computertricks ruiniert.“ Final wird geurteilt, dass es „ein ärgerlich schlechter Film“ sei. „Die gelungene Grundidee und Jamie Kennedy retten gerade noch zwei Sterne.“
Mike Wilson von Bloody Disgusting gab dem Film eine negative Bewertung und erklärte, dass die zugegebenermaßen billigen Spezialeffekte des Films zwar einen gewissen Charme hinzufügten und die Todesszenen des Films verstörend und gut ausgeführt seien; Wilson kritisierte die Aufführungen, den Dialog und die Laufzeit des Films. Kim Newman schrieb in seiner Rezension des Films: „Obwohl The Sand gut gespielt, intelligent geschrieben und von Isaac Gabaeff schön inszeniert wurde, um die Spannung zu erhöhen, leidet The Sand unter Hit-or-Miss-CGI-Effekten – selbst das praktische Monster mit Lo-Tech / Gore-Effekte von Gene Corman Attack of the Giant Leeches oder Frank Henenlotter in seinem Basket Case-Brain Damage-Modus würden besser funktionieren als das glitzernde, karikaturartige Pixel-Durcheinander, das hier als Monster durchgeht.“ Naila Scargill von Exquisite Terror bewertete den Film negativ, nannte ihn „mühsam“ und kritisierte den Mangel an Bildschirmzeit des Monsters des Films sowie die unwahrscheinlichen Charaktere und Spezialeffekte des Films. Matt Boiselle von Dread Central verlieh dem Film zwei von fünf Sternen und schrieb: „The Sand könnte gut für eine Mitternachtswache sein, bei der Dummheit gerne angenommen wird und das Bedürfnis nach Kreaturenspaß willkommen ist; sobald die Sonne aufgeht, ist es am besten, viel Schatten vor dieser Sonnenkatastrophe zu finden“.
Davon abweichend bewertete Michael Therkelsen von der Horror Society den Film mit acht von zehn Punkten und nannte ihn „eine kampflustige gute Zeit“, während er auch feststellte, dass die billigen Spezialeffekte des Films nicht zum Rest des Films passten. Jennie Kermode von Eye for Film gab dem Film dreieinhalb von fünf Sternen, lobte das schnelle Tempo und die sympathischen Charaktere des Films und schrieb: „Es braucht Geschick, um eine kitschige Kreatur gut darzustellen. „The Sand“ ist viel klüger, als es an der Oberfläche aussieht. Gib ihm Zeit und es wird dich anziehen.“ Kat Hughes von The Hollywood News lobte den Film ähnlich und schrieb: „The Sand nimmt eine dumme Idee und bringt sie irgendwie zum Laufen, was sehr von der Tatsache unterstützt wird, dass sie Eimer voller Charme hat.“